# Аебтисинвиш
Аебтисинвиш (њем. Aebtissinwisch) општина је у њемачкој савезној држави Шлезвиг-Холштајн. Једно је од 112 општинских средишта округа Штајнбург. Према процјени из 2010. у општини је живјело 63 становника. Посједује регионалну шифру (AGS) 1061002.

## Географија
Аебтисинвиш се налази у савезној држави Шлезвиг-Холштајн у округу Штајнбург. Општина се налази на надморској висини од 10 метара. Површина општине износи 3,0 km².

## Становништво
У самом мјесту је, према процјени из 2010. године, живјело 63 становника. Просјечна густина становништва износи 21 становника/km².